# Kaupe
El Kaupe es un espíritu malévolo de Hawái, que llama a la gente por la noche para atraerlos a la muerte. Según la leyenda, solía gobernar el valle de Nu'uanu.

## Mito
El principal mito establece que, durante su reinado, comió gente en Oahu, luego Maui. Cuando fue a la isla de Hawái, secuestró al hijo de un alto jefe y lo llevó de regreso a Oahu para que pudiera ser sacrificado. Siguiéndolos a Oahu, el jefe superior se dirigió a un Kahuna que le enseñó hechizos y una oración que podía usar contra el Kaupe. En el heiau de Lihue, el padre rescata a su hijo. Cuando Kaupe los persigue, el padre reza la oración, lo que hace que él y su hijo corran más rápido. Cuando el Kaupe se los alcanza, el padre repitió la oración y él y su hijo encontraron una gran roca para esconderse detrás. En Hawái, el padre y el hijo matan a Kaupe. Desde ese momento el espíritu de Kaupe persiste en Oahu.

## Apariencia
El Kaupe aparece como un hombre enorme con cabeza canina y garras afiladas. Kaupe ha frecuentado dos lugares en la isla de Oahu. Aunque se dice que originalmente era del valle de Nuuanu, es más frecuente encontrarlo en el Puente de Kipapa, la leyenda no establece si su naturaleza es diurna o nocturna.
El Kaupe a menudo se considera un "fantasma que atrae" porque llama a sus víctimas en lugar de buscarlas, o por casualidad, encontrarse con ellas. Su técnica es hacer un sonido similar a numerosas personas heridas o moribundas. Cuando su víctima corre a la escena para ayudar, encuentran un claro frío y un silencio mortal. Entonces el Kaupe se muestra a la víctima, deslizándose silenciosamente de entre las sombras.